# José Abreu (giocatore di baseball)
José Dariel Abreu Correa (Cruces, 29 gennaio 1987) è un giocatore di baseball cubano, prima base e battitore designato per i Chicago White Sox della Major League Baseball (MLB).

## Carriera
Abreu giocò nella Cuban National Series per i Cienfuegos prima della sua defezione dal paese natale nell'agosto 2013. Dopo avere ottenuto lo status di free agent dalla MLB, firmò con i Chicago White Sox nel mese di ottobre un contratto di sei anni del valore di 68 milioni di dollari.
Abreu debuttò nella MLB il 31 marzo 2014, allo U.S. Cellular Field di Chicago contro i Minnesota Twins, facendo registrare la sua prima valida. L'8 aprile batté i primi due fuoricampo in carriera al Coors Field, nella vittoria sui Colorado Rockies per 15-3. Abreu stabilì i nuovi record per un rookie per punti battuti a casa (RBI) (31) e fuoricampo (10) nel mese di aprile. Il 18 maggio fu inserito in lista infortunati a causa di una tendinite. Fece ritorno il 2 giugno contro i Los Angeles Dodgers battendo un fuoricampo da 2 punti su lancio della stella Clayton Kershaw.
Il 6 luglio Abreu fu convocato per l'All-Star Game mentre stava guidando la MLB con 29 fuoricampo. Nella sua prima stagione fu premiato come rookie del mese sia ad aprile che a luglio. La sua annata si chiuse con un record per un debuttante dei White Sox con 36 fuoricampo. Vinse il Silver Slugger Award per il ruolo di prima base (il secondo giocatore della storia di Chicago a riuscirvi dopo Frank Thomas) e fu premiato unanimemente come Esordiente dell'anno dell'American League.

## Palmarès
- MVP dell'American League: 1

2020
- Esordiente dell'anno dell'American League: 1

2014
- MLB All-Star: 3

2014, 2018, 2019
- Silver Slugger Award: 3

2014, 2018, 2020
- Capoclassifica in punti battuti a casa: 2

AL: 2019, 2020
- Capoclassifica in valide: 1

AL: 2020
- Giocatore del mese: 4

AL: (aprile e luglio 2014, agosto 2020, agosto 2021)
- Esordiente del mese: 3

AL: (aprile, giugno e luglio 2014)
- Giocatore della settimana: 6

AL: (27 aprile 2014, 2 agosto 2015, 20 settembre 2015, 28 maggio 2017, 23 agosto 2020, 30 maggio 2021)